# Henning Solberg

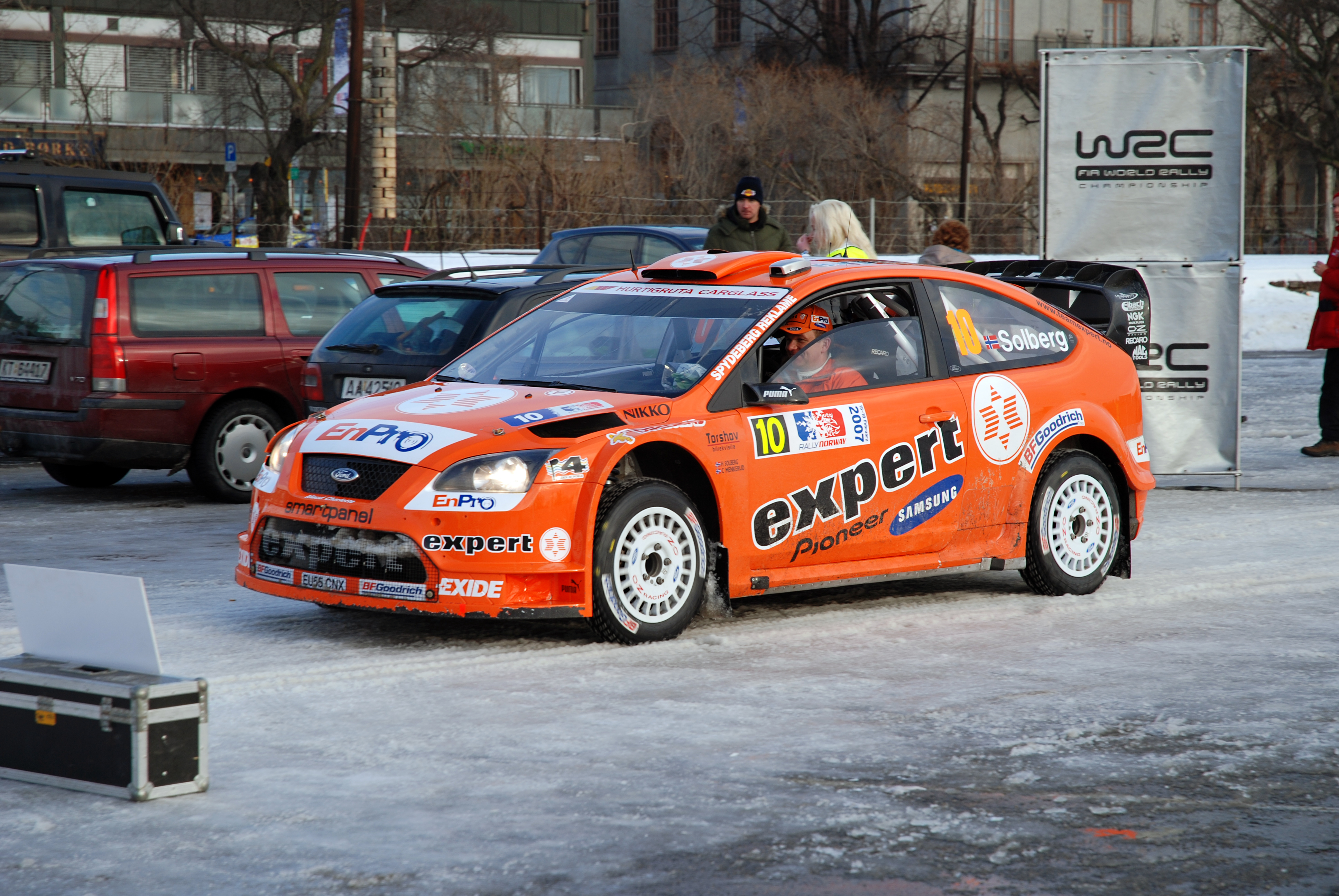
Henning Solberg under Norska rallyt 2007.

Henning Solberg, född 8 januari 1973, är en norsk rallyförare som tävlat till och från i rally-VM sedan 1998. 
Henning Solberg tävlade tidigare i rallycross, något han sporadiskt gör fortfarande. 
Han vann norska rallymästerskapen fem år i rad med början 1999.
Solberg tog VM-poäng första gången 2004 i en Peugeot 307 och kom på 22:a plats i mästerskapet med tre poäng. Året därpå bytte han till en Ford Focus och kom på fjärde plats i Cypern och 14:e plats i mästerskapet med nio poäng. 2006 satt han åter i en Peugeot 307 som förare för OMV Peugeot och stod för första gången på prispallen i VM-sammanhang i Turkiet, där han kom på tredje plats.

## Privatliv
Han är bror till rallyvärldsmästaren och rallycrossvärldsmästaren Petter Solberg, styvfar till svenska rallyföraren Pontus Tidemand och farbror till Oliver Solberg.